# 제49회 대종상
제49회 대종상은 2012년 10월 30일에 열린 시상식이다.

## 수상 및 후보

### 최우수작품상
- 광해, 왕이 된 남자 - 추창민 수상
- 피에타 - 김기덕
- 은교 - 정지우
- 도가니 - 황동혁
- 부러진 화살 - 정지영

### 감독상
- 광해, 왕이 된 남자 - 추창민 수상
- 건축학개론 - 이용주
- 피에타 - 김기덕
- 도둑들 - 최동훈
- 부러진 화살 - 정지영

### 시나리오상
- 광해, 왕이 된 남자 - 황조윤 수상
- 도가니 - 황동혁
- 범죄와의 전쟁 : 나쁜놈들 전성시대 - 윤종빈
- 은교 - 정지우
- 피에타 - 김기덕

### 남우주연상
- 광해, 왕이 된 남자 - 이병헌 수상
- 범죄와의 전쟁 - 최민식
- 페이스 메이커 - 김명민
- 댄싱퀸 - 황정민
- 부러진 화살 - 안성기

### 여우주연상
- 피에타 - 조민수 수상
- 은교 - 김고은
- 댄싱퀸 - 엄정화
- 밍크코트 - 황정민
- 내 아내의 모든 것 - 임수정

### 남우조연상
- 광해, 왕이 된 남자 - 류승룡 수상
- 건축학개론 - 조정석
- 범죄와의 전쟁 - 김성균
- 내 아내의 모든 것 - 류승룡
- 다른 나라에서 - 유준상

### 여우조연상
- 도둑들 - 김해숙 수상
- 피에타 - 강은진
- 도가니 - 김현수
- 댄싱퀸 - 라미란
- 연가시 - 문정희

### 신인남자배우상
- 이웃사람 - 김성균 수상
- 건축학개론 - 조정석
- 피에타 - 우기홍
- 공모자들 - 최다니엘

### 신인여자배우상
- 은교 - 김고은 수상
- 건축학개론 - 수지
- 페이스메이커 - 고아라
- 다슬이 - 유해정
- 피에타 - 강은진

### 신인감독상
- 해로 - 최종태 수상
- 페이스 메이커 - 김달중
- 밍크코트 - 신아가 외 1명
- 바람과 함께 사라지다 - 김주호
- 공모자들 - 김홍선

### 촬영상
- 광해, 왕이 된 남자 - 이태윤 수상
- 도가니 - 김지용
- 도둑들 - 최영환
- 은교 - 김태경
- 피에타 - 조영직

### 편집상
- 광해, 왕이 된 남자 - 남나영 수상
- 도둑들 - 신민경
- 은교 - 김상범
- 피에타 - 김기덕
- 범죄와의 전쟁 : 나쁜놈들 전성시대 - 김상범

### 조명상
- 광해, 왕이 된 남자 - 오승철 수상
- 도둑들 - 김성관
- 은교 - 홍승철
- 피에타 - 추경엽
- 범죄와의 전쟁 : 나쁜놈들 전성시대 - 이승원

### 음악상
- 광해, 왕이 된 남자 - 김준성 수상
- 광해, 왕이 된 남자 - 모그 수상
- 댄싱퀸 - 황상준
- 도가니 - 모그
- 은교 - 연리목

### 의상상
- 광해, 왕이 된 남자 - 권유진 수상
- 댄싱퀸 - 김은숙
- 도둑들 - 최의영
- 범죄와의 전쟁 : 나쁜놈들 전성시대 - 권유진
- 피에타 - 지지연

### 미술상
- 광해, 왕이 된 남자 - 오흥석 수상
- 댄싱퀸 - 강승룡
- 도둑들 - 이하준
- 은교 - 김시용
- 피에타 - 이현주

### 기획상
- 광해, 왕이 된 남자 - 임상진 수상
- 도둑들 - 안수현
- 피에타 - 김기덕

### 영상기술상
- 광해, 왕이 된 남자 - 정재훈 수상
- 댄싱퀸 - 홍장표
- 도가니 - 전건익
- 도둑들 - 이주원

### 음향기술상
- 광해, 왕이 된 남자 - 이상준 수상
- 댄싱퀸 - 박현수
- 도둑들 - 이승철 외 1명
- 범죄와의 전쟁 : 나쁜놈들 전성시대 - 김석원 외 1명
- 피에타 - 이승엽

### 한국영화공로상
- 곽정환 수상
- 고은아 수상

### 인기상
- 광해, 왕이 된 남자 - 이병헌 수상

### 단편영화 최우수작품상
- 여자 - 최지연 수상

### 특별연기상
- 정지희 수상

### 심사위원특별상
- 피에타 - 김기덕 수상

### 개막식 포토상
- 민효린 수상